# Dane (Lanišće)
Pour les articles homonymes, voir Dane.
Dane (en italien : Danne) est une localité de Croatie située dans la municipalité de Lanišće, comitat d'Istrie. Au recensement de 2001, elle comptait 12 habitants.

## Démographie
| 1948 | 1953 | 1961 | 1971 | 1981 | 1991 | 2001 |
| ---- | ---- | ---- | ---- | ---- | ---- | ---- |
| 169  | 160  | 84   | 38   | 29   | 21   | 12   |